# Staro Selo (Uroševac)
Pour les articles homonymes, voir Staro Selo.
Fshat i Vjetër en albanais et Staro Selo en serbe latin (en serbe cyrillique : Старо Село) est une localité du Kosovo située dans la commune/municipalité de Ferizaj/Uroševac, district de Ferizaj/Uroševac (Kosovo) ou district de Kosovo (Serbie). Selon le recensement kosovar de 2011, elle compte 992 habitants, dont une majorité d'Albanais.

## Démographie

### Évolution historique de la population dans la localité
| 1948 | 1953 | 1961 | 1971 | 1981 | 1991 | 2011 |
| ---- | ---- | ---- | ---- | ---- | ---- | ---- |
| 249  | 242  | 250  | 393  | 679  | 795  | 992  |

|  |